# محمد أمان الله
محمد أمان الله (بالبنغالية: মোহাম্মদ আমানউল্লাহ)‏ هو سياسي بنغلاديشي، ولد في 1939. حزبياً، نشط في رابطة عوامي. وقد انتخب عضو الدورة العاشرة لمجلس الأمة البنغلاديشي ‏ عن دائرة Mymensingh-11 ‏ وقد انضم خلال فترته النيابية ‏  للكتلة البرلمانية رابطة عوامي.